# Poa suruana
Poa suruana är en gräsart som beskrevs av H.Hartmann. Poa suruana ingår i släktet gröen, och familjen gräs. Inga underarter finns listade i Catalogue of Life.